# Puchar Świata w Rugby 2031
Ten artykuł dotyczy przyszłego wydarzenia sportowego. Informacje w nim zawarte zmienią się w przyszłości.
Puchar Świata w Rugby 2031 – dwunasta edycja Pucharu Świata, zawodów o randze mistrzostw świata w rugby union, zaplanowana do rozegrania we wrześniu i październiku 2031 roku w Stanach Zjednoczonych.

## Wybór organizatora
Wkrótce po kontrowersyjnym przyznaniu Francji praw do organizacji Pucharu Świata 2023 w listopadzie 2017 roku media donosiły o prawdopodobnej zmianie systemu wyboru gospodarza kolejnych edycji. Ówczesny przewodniczący World Rugby, Bill Beaumont, skłaniał się ku zmianie odziedziczonego po poprzednikach procesu, ażeby zawody te nie odbywały się jedynie w krajach, które zagwarantują największy zysk dla światowego związku – rozważane było zatem jednoczesne głosowanie nad wyborem gospodarzy dwóch, lub nawet trzech, kolejnych turniejów, aby przynajmniej jeden z nich został zorganizowany w kraju mniejszym bądź ważnym z punktu widzenia rozwoju dyscypliny. Opublikowany w maju 2018 roku przygotowany przez BDO raport podkreślał transparentny, wieloetapowy przebieg ewaluacji kandydatur oraz publikację końcowej ich oceny będące postępem wobec wcześniejszych procedur zalecając jednocześnie rezygnację z rekomendacji jednej z aplikacji – zastępując ją analizą techniczną i ryzyka oraz akcentując zdolność każdego z kandydatów do zorganizowania turnieju – oraz upublicznienie głosowania. Tuż po zakończeniu Pucharu Świata 2019 ogłoszono, że proces wyboru gospodarzy turniejów zaplanowanych na 2027 i 2031 zostanie przeprowadzony jednocześnie – podobnie jak miało to miejsce dla edycji 2015 i 2019. Zainteresowanie organizacją turnieju wyraziły kolejno Rosja, USA i Anglia (samodzielnie, bądź też z pozostałymi związkami z Wysp Brytyjskich), taką możliwość wykluczył zaś South African Rugby Union.
W połowie sierpnia 2020 roku World Rugby potwierdziła tryb podwójnego przyznawania praw organizacyjnych oraz ogłosiła ich trzyfazowy harmonogram. Od lutego 2021 roku zaplanowano fazę dialogu pomiędzy światową federacją, krajowymi związkami oraz rządami i innymi instytucjami w celu zrozumienia modelu sportowo-biznesowego tego turnieju, w maju zaś rozpocząłby się formalny proces przygotowania kandydatur, którego kulminacją będzie złożenie przez zainteresowane kraje aplikacji wraz ze stosownymi gwarancjami w styczniu 2022 roku. Od kolejnego miesiąca trwać ma natomiast faza oceny przedstawionych kandydatur względem założonych przez WR kryteriów zakończona przedstawieniem raportu oraz samym głosowaniem w maju tegoż roku. Aby pomóc aplikującym związkom, WR zamówił opublikowany w październiku 2020 roku raport dotyczący wpływu goszczenia imprezy tego formatu na gospodarkę – jej całkowity wpływ finansowy może wynieść nawet 2,9 mld GBP, zaś same wydatki przybyłych kibiców to 1,1 mld GBP – oraz pozafinansowo na rozpoznawalność w świecie przekładającym się na przyszłe zyski z turystyki, na zdrowie poprzez nakłonienie do uprawiania sportu, na zwiększenie liczby wolontariuszy, czy też na handel i dyplomację. Pod koniec listopada tego roku ogłoszono, że w przeciwieństwie do poprzedniego procesu wyboru Radzie nie będzie przedstawiona rekomendacja, lecz analiza ryzyka wszystkich aplikacji; również po raz pierwszy w historii Pucharu Świata do publicznej wiadomości zostanie podany szczegółowy rozkład głosów. Po pełnej analizie procesu wyboru gospodarza pod koniec listopada 2021 roku World Rugby wprowadził w nim zmiany ustanawiając rolę preferowanego kandydata oraz tryb wyłącznego dialogu dla wybranych aplikacji.
Podczas corocznego spotkania Rady 12 maja 2022 roku jednogłośnie przyznała ona Stanom Zjednoczonym prawo do organizacji turnieju, jednocześnie wprowadziła nowy model partnerstwa z krajowym związkiem rugby i rządem organizatora.

### Kandydatury
Rosja
Historia rosyjskiej aplikacji do organizacji turnieju o Puchar Świata jest wspólna dla edycji 2027 i 2031. Władze FRR zasygnalizowały intencję kandydowania w październiku 2019 roku. W lipcu 2020 roku po uzyskaniu wsparcia ze strony Władimira Putina, który nakazał konsultacje z ministerstwem sportu i wicepremierem Dmitrijem Czernyszenko, powołany został komitet, którego celem miało być przygotowanie rosyjskiej oferty. W październiku tego roku potwierdzono zamiar kandydowania, zaś w kolejnym miesiącu zasugerowano, że turniej mógłby odbyć się w miastach, w których były rozgrywane Mistrzostwa Świata w Piłce Nożnej 2018 oraz położonych we wschodniej części kraju Krasnojarsku, Chabarowsku i Władywostoku. Rosyjski związek nie mógł kontynuować prac nad aplikacją, bowiem z uwagi na wyrok Sportowego Sądu Arbitrażowego z 17 grudnia 2020 roku Rosja nie mogła starać się o organizację międzynarodowych imprez sportowych w okresie kolejnych dwóch lat.
USA
Do wysunięcia amerykańskiej kandydatury wzywali oficjele z władz światowego związku, którzy dostrzegali potencjał marketingowy tego rynku. USA Rugby po ogłoszeniu bankructwa w marcu 2020 roku w drugiej połowie tego roku zdecydował się powołać grupę w celu przygotowania studium wykonalności organizacji Pucharu Świata w tym kraju. Zakończone jej prace zaowocowały w czerwcu 2021 roku oficjalnym przyjęciem przez USA statusu kandydata, a w październiku tegoż roku krajowy związek potwierdził zamiar ubiegania się o prawa organizacyjne do któregokolwiek z najbliższych dwóch Pucharów Świata, mając zainteresowanie goszczeniem meczów tego turnieju z blisko trzydziestu miast posiadających stadiony NFL, college football czy MLS. Pod koniec listopada 2021 roku World Rugby ogłosił przejście do fazy wyłącznego dialogu z amerykańskim komitetem organizacyjnym. Kandydatura zyskała wsparcie zarówno Kongresu, jak i prezydenta Joe Bidena.

## Informacje ogólne
Wstępne zainteresowanie goszczeniem meczów podczas etapu kandydackiego wykazało dwadzieścia dziewięć miast, na zorganizowanej w lipcu 2024 konferencji zjawili się natomiast przedstawiciele dwudziestu siedmiu miast oraz kilku stanów.

## Uczestnicy

### Zakwalifikowane drużyny
| Drużyna           | Podstawa kwalifikacji | Liczba występów | Ostatni występ |
| ----------------- | --------------------- | --------------- | -------------- |
| Stany Zjednoczone | gospodarz             | 8*              | 2019*          |